# جورج غوردجييف
جورج إيفانوفيتش غوردجييف (بالإنجليزية: George Ivanovich Gurdjieff، بالروسية: Гео́ргий Ива́нович Гурджи́ев، باليونانية: Γεώργιος Γεωργιάδης، بالأرمينية: Գեորգի Գյուրջիև)؛ (31 مارس 1866/14 يناير 1872/28 نوفمبر 1877 - 29 أكتوبر 1949)، فيلسوف صوفي ومعلم روحي وملحن من أصول أرمينية ويونانية، ولد في ألكسندرابول (المعروفة الآن باسم غيومري)، في أرمينيا. ذكر غوردجييف أن معظم البشر لا يمتلكون وعيًا موحدًا وبالتالي يعيشون حياتهم في حالة «نوم يقظ» منوم، ولكن من الممكن أن يستيقظوا على حالة وعي أعلى ويتمكنون من تحقيق إمكانات بشرية كاملة. وصف غوردجييف طريقة تحاول القيام بذلك، ودعا للانضباط في «العمل» (يشير إلى «العمل على الذات») أو «النظام». وفقًا لمبادئه وتعليماته، فتوحد طريقة غوردجييف لإيقاظ وعي المرء أساليب الفقير (الصوفي) والراهب واليوغي، وأشار إليها باسم «الطريق الرابع».

## سيرته الشخصية

### أولى سنوات حياته
ولد غوردجييف لأب يوناني من القوقاز، يانيس غورغيادس (باليونانية: Ἰωάνης Γεωργιάδης)، وأم أرمنية، إفدوكيا (وفقًا لكاتب السير الذاتية بول بيكمان تايلور)، في ألكسندروبول للإمبراطورية الروسية في جنوب القوقاز. يمثل اسم غوردجييف ترويسًا (أحد أشكال عملية الاستيعاب الثقافي التي تتخلى من خلالها المجتمعات غير الروسية - طواعيةً أو كرها - عن ثقافتها و لغتها لصالح الثقافة و اللغة الروسية) من اللقب اليوناني البونتيكي «غورغيادس» (باليونانية: Γεωργιάδης). ولا تزال سنة ولادته مجهولة، إذ تتراوح التخمينات من 1866 إلى 1877. يجادل بعض المؤلفين (مثل جيمس مور) أنه وُلد في عام 1866. واعتقدت كلتا أولغا دي هارتمان، المرأة التي وصفها غوردجييف بـ «الصديق الأول لحياتي الداخلية»، ولويس جوبفرت مارس، سكرتيرة غوردجييف في أوائل الثلاثينيات، أن غوردجييف من مواليد عام 1872. كُتب في جواز سفره أن تاريخ ميلاده في 28 نوفمبر 1877، لكنه ذكر ذات مرة أنه ولد عندما دقت الساعة في منتصف الليل في بداية يوم رأس السنة الجديدة (التقويم اليولياني). على الرغم من اختلاف تواريخ ميلاده، فقد سُجل أنه من مواليد 1872 في لوحة وُضعت على ضريحه في مقبرة آفون، سيين إت مارن، فرنسا، حيث دُفنت جثته.
قضى غوردجييف طفولته في مدينة قارص، التي كانت بين 1878 إلى 1918، العاصمة الإدارية لمقاطعة قارص أوبلاست التي تحكمها روسيا، وهي منطقة حدودية استولت عليها الإمبراطورية العثمانية مؤخرًا. احتوت المنطقة على هضبة عشبية كبيرة وجبال عالية، وكان يسكنها سكان متعددو الأعراق والطوائف، يمتلكون تاريخًا من احترام الصوفيين ورجال الدين المسافرين، بالإضافة إلى التوفيق بين الأديان والتحول الديني. كانت كل من مدينة قارص والأراضي المحيطة بها موطنًا لمجموعة متنوعة للغاية من السكان: على الرغم من كونها جزءًا من الهضبة الأرمينية، إلا أن قارص أوبلاست كانت موطنًا للأرمن والروس والقوقاز اليونانيين والجورجيين والأتراك والأكراد وأعداد أصغر من المجتمعات المسيحية من شرق ووسط أوروبا مثل القوقاز الألمان والإستونيين والمجتمعات الطائفية الروسية مثل طائفة المولكان والدوخوبور والبريغوني والسوبوتنيكي. يذكر غوردجييف بشكل خاص المجتمع الإيزيدي. نشأ غوردجييف في مجتمع متعدد الأعراق، وأصبح يجيد اللغة الأرمينية واليونانية والروسية والتركية، وتحدث مزيجًا من التركية العثمانية وبعض اللهجات. حصل فيما بعد على «مرفق عمل بعدة لغات أوروبية». شملت التأثيرات المبكرة على جورج، والده ونجارًا وعازف عاشيق هاو أو شاعر بارديك وأخيرًا كاهن الكنيسة الروسية في المدينة، وهو صديق للعائلة. قرأ غوردجييف في فترة شبابه الأدب العلمي باللغة الروسية  بشوق. تأثر بهذه الكتابات، وشهد عددًا من الظواهر التي لم يستطع تفسيرها، ما جعله يقتنع بوجود حقيقة خفية لا يمكن العثور عليها في العلم أو في التيار الديني السائد.

## روابط خارجية
- جورج غوردجييف على موقع IMDb قاعدة بيانات الأفلام على الإنترنت (العربية)
- جورج غوردجييف على موقع الموسوعة البريطانية الموسوعة_البريطانية (العربية)
- جورج غوردجييف على موقع ميوزك_برينز (العربية )
- جورج غوردجييف على موقع NNDB إن_إن_دي_بي (العربية)
- جورج غوردجييف على موقع Discogs ديسكوجز (العربية )
- جورج غوردجييف على موقع قاعدة بيانات الفيلم قاعدة_بيانات_الفيلم (العربية )
- النشرة العربية عن تعاليم جورج غوردجييف (العربية )